# Hicham El Allouch
Hicham El Allouch (arab. هشام العلوش, ur. 20 października 1985 w Casablance) – marokański piłkarz, grający jako bramkarz w JS Soualem.

## Kariera klubowa

### Olympique Khouribga
Zaczynał karierę w Olympique Khouribga, do którego dołączył w 2007 roku. W sezonie 2011/2012 zagrał 5 spotkań. W sezonie 2012/2013 wystąpił w 26 meczach i 10 razy zachowywał czyste konto. W kolejnym sezonie zagrał 14 meczów, w połowie z nich nie wpuścił żadnej bramki.

### Raja Casablanca
3 września 2014 roku przeszedł do Raja Casablanca. Zadebiutował tam 21 września 2014 roku w meczu przeciwko FAR Rabat (wygrana 2:1). Zagrał cały mecz. W sumie zagrał pięć meczów w najwyższej lidze.

### KAC Kénitra
20 września 2017 roku został graczem KAC Kénitra.

### JS Soualem
1 sierpnia 2018 roku podpisał kontrakt z JS Soualem. W sezonie 2021/2022 zagrał 22 ligowe mecze i zachował 7 czystych kont w GNF 1. W kolejnym sezonie (i w tych samych rozgrywkach) wystąpił w 18 spotkaniach, zachowując 6 czystych kont. Sezon 2023/2024 zakończył z 21 meczami na koncie i miał 5 czystych kont (również w GNF 1).